# السی شوت
السی شوت (انگلیسی: Elsie Shutt؛ زادهٔ ۱۹۲۸ (۹۶–۹۷ سال)) تاجر، و ریاضی‌دان است.
وی همچنین برندهٔ جوایزی همچون برنامه فولبرایت شده‌است.